# توماس وعافية (أسوان)
قرية توماس وعافية هي إحدى القرى التابعة لمركز نصر النوبة في محافظة أسوان في جمهورية مصر العربية.